# 缩放用户界面

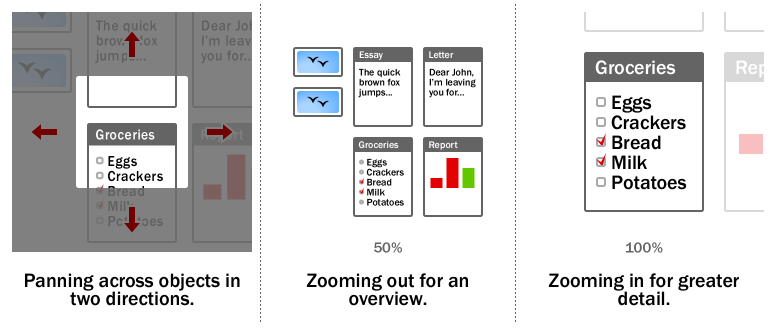
可缩放用户界面

缩放用户界面又稱可缩放用户界面，是一種图形用户界面，终端用户可以在缩放用户界面中放大或縮小圖像。终端用户也可以更改视口的大小，视口放大的話可以看到更多的细节，反之看到的细节會更少。